# Fémkék holyva
A fémkék holyva (Platydracus fulvipes) a rovarok (Insecta) osztályának a bogarak (Coleoptera) rendjéhez, ezen belül a mindenevő bogarak (Polyphaga) alrendjéhez és a holyvafélék (Staphylinidae) családjához tartozó faj. Magyarországon is sok helyütt előfordul.

## Elterjedése
A fémkék holyva előfordul az egész Palearktikumban.
Magyarországon elsősorban hegyvidéki területeken él, síkvidéken főleg nedvesebb élőhelyekről került elő. Sehol sem gyakori.
Gyűjtési adatai áprilistól szeptemberig vannak.

## Megjelenése
A fémkék holyva 14–17 mm hosszú, enyhén lapított testű rovar. Teste fekete, feje, előtora és szárnyfedői kékesen fénylőek. Potroha szintén kékesfekete, de utolsó 2 hátlemezén 1-1 aranyszínű szalag húzódik. Lábai sárgásvörösek.

## Életmódja
A fémkék holyvát elsősorban fás vidékeken, avar, kövek alatt, illetve állóvizek mellett találjuk meg.
A rovar ragadozó életmódot folytat, apró rovarokkal, lárvákkal táplálkozik.